# 亞歷山大丹尼士
亞歷山大丹尼士（英語：Alexander Dennis；簡稱丹尼士；前稱TransBus International）總部設於英國蘇格蘭，為英國巴士底盤製造商兼備製造巴士車身的公司，亦為西歐最大巴士生產商。香港載通國際為公司在遠東地區的最大客戶及合作夥伴。

## 歷史
亞歷山大丹尼士前身TransBus International於2001年1月1日開始運作，由Mayflower Corporation同Henlys集團合作成立，包含原本由Mayflower Corporation擁有的亞歷山大車身公司和丹尼士車廠，以及原本由Henlys集團擁有的柏斯敦業務。其中Mayflower Corporation佔TransBus七成，而Henlys集團就佔其餘三成。
當時公司設有幾間廠房，分佈蘇格蘭福爾柯克和北愛爾蘭貝爾法斯特Mallusk（原亞歷山大車身公司）、英格蘭安斯頓和斯卡布羅（原柏斯敦）、英格蘭威根（原Northern Counties）以及英格蘭僑福（原丹尼士車廠）。
TransBus運作期間，巴士上的亞歷山大、柏斯敦以及丹尼士三個品牌陸續以TransBus取代。2004年3月31日，其大股東Mayflower Corporation因欠債而破產，TransBus亦被接管。同年5月17日，TransBus客車及小巴車身生產業務（包括安斯頓和斯卡布羅廠房）被管理層收購，並用回Plaxton。四日後，TransBus餘下的業務亦被蘇格蘭投資者收購，並易名為亞歷山大丹尼士。而TransBus的貝爾法斯特廠房因為無人問津而關閉。
其後亞歷山大丹尼士進行公司重整。2005年1月26日，亞歷山大丹尼士的韋根廠房關閉。2007年5月，亞歷山大丹尼士收購柏斯敦，令原本TransBus分開的業務再度復合。
2012年6月7日，亞歷山大丹尼士收購澳洲的車身建造商Custom Coaches，但是在2014年5月出售。
2019年5月，亞歷山大丹尼士被北美洲最大巴士生產商，加拿大NFI Group以3.2億英鎊收購，惟收購後亞歷山大丹尼士仍會繼續沿用其品牌名稱。
2022年6月15日，公司更換以「AD」兩字組成的新標誌，強調了公司的靈活與創新，尤其是引領邁向「零排放運輸」的付出。

## 產品

### 巴士底盤
- 飛鏢SLF（Dart SLF）
- 三叉戟2型（Trident 2）
- 三叉戟3型（Trident 3）
- 標槍（Javelin，客車）
- R 系列（R-Series，客車）
- Enviro 350H

### 巴士車身
- DM5000
- ALX200
- ALX300
- ALX400
- ALX500
- Pointer
- President

### 一體化設計的巴士（或底盤／車身）
- Enviro 200（已停產於2018）
- Enviro 200 Dart（已停產，取代飛鏢SLF底盤／Pointer車身）
- Enviro 200 MMC（取代舊版Enviro 200 Dart/Enviro 300 底盤／車身）
- Enviro 300（已停產，2007年起正式取代ALX300車身）
- Enviro 400（已停產，取代ALX400車身）
- Enviro 400 MMC（取代舊版Enviro 400底盤／車身）
- Enviro 500（已停產，取代三叉戟3型底盤／ALX500車身）
- Enviro 500 MMC／Enviro 500 MMC Facelift（取代舊版Enviro 500底盤／車身）

亞歷山大丹尼士同時亦有生產混燃車系。

### 消防車
亞歷山大丹尼士初時繼續生產丹尼士消防車，直到2007年宣佈不再生產消防車為止

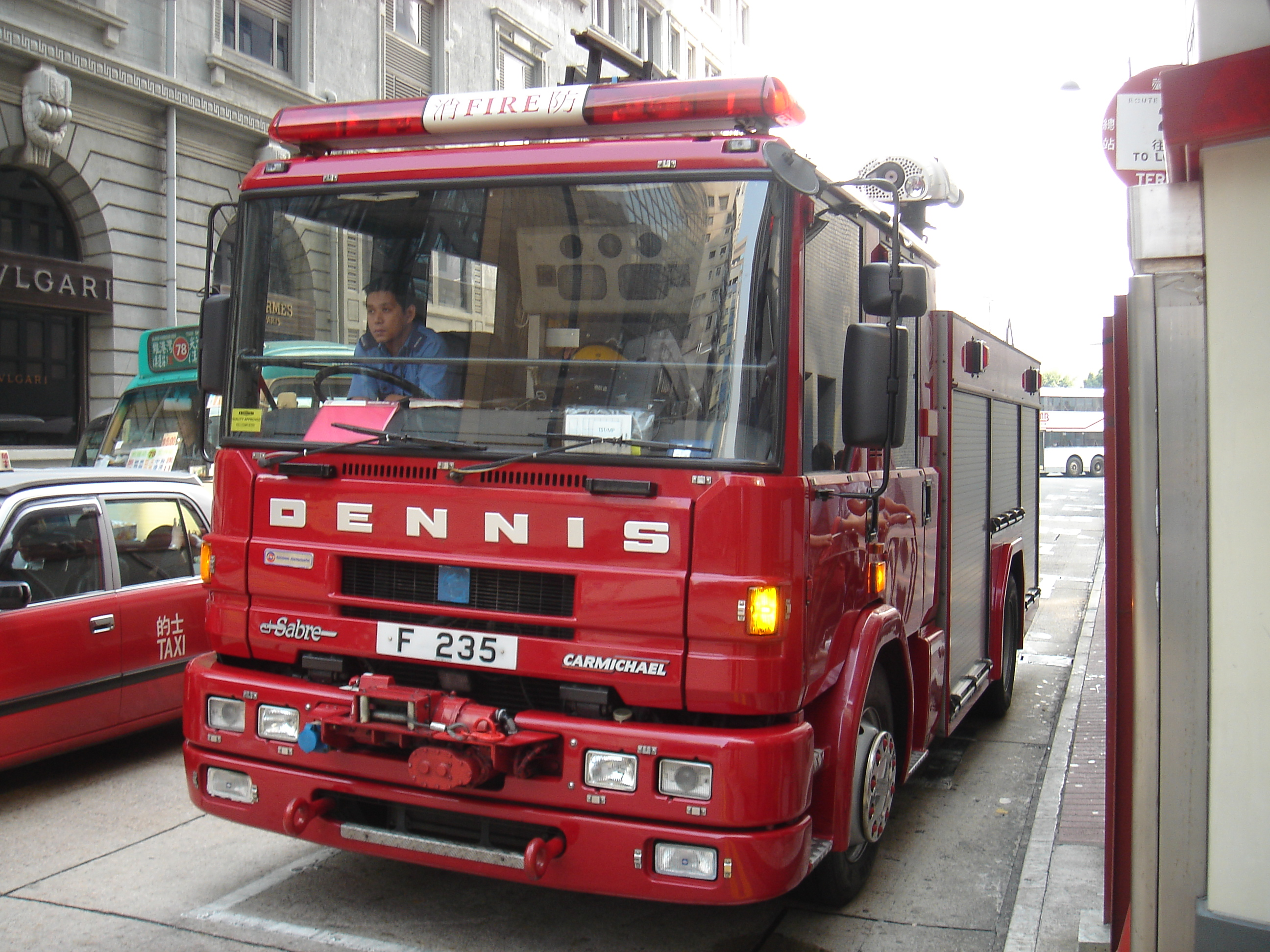
香港消防處的丹尼士Sabre消防車

- Sabre
- Rapier
- Dagger

## 外部連結
- 官方网站